# Nun, Brüder, sind wir frohgemut

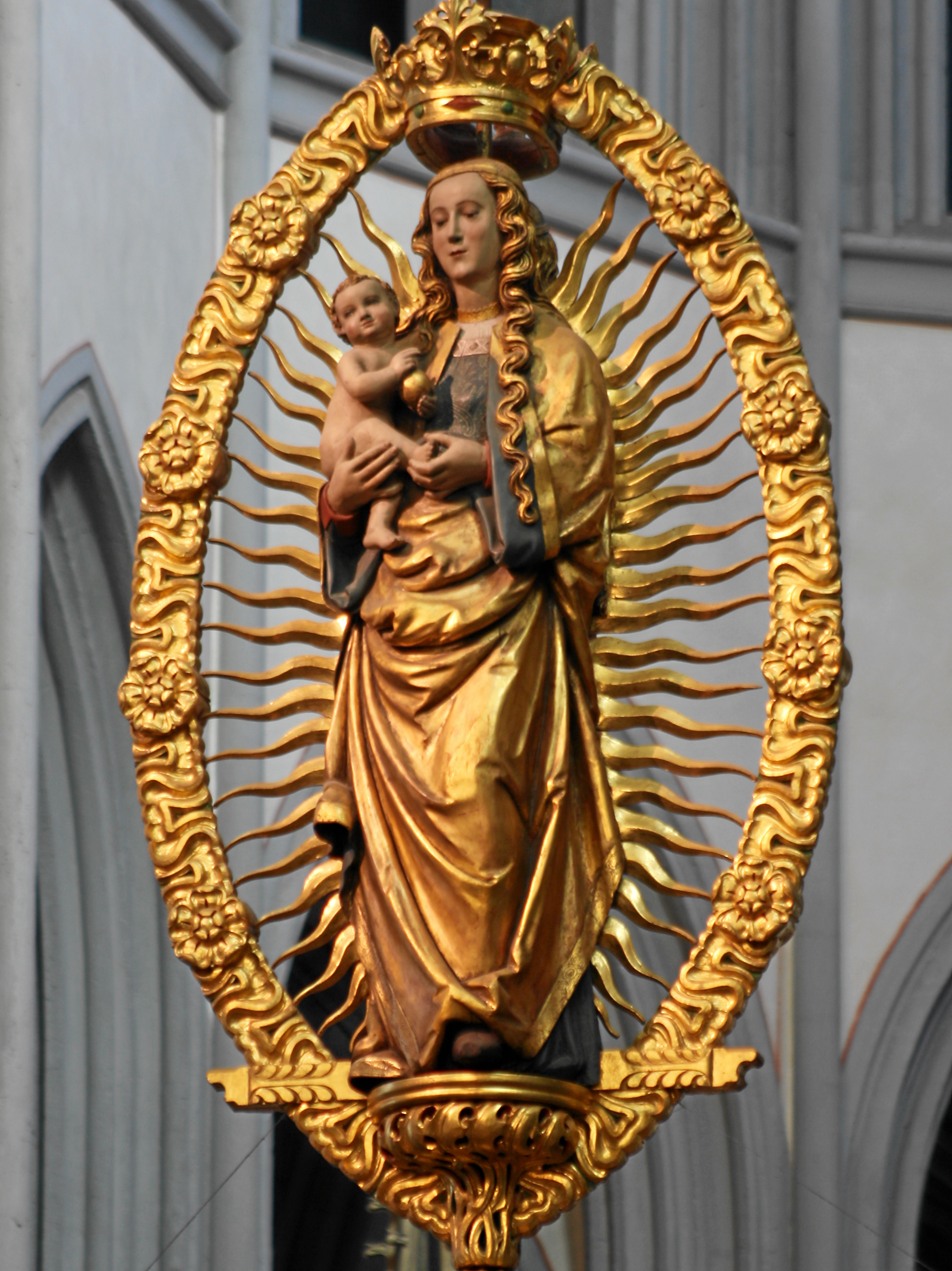
Die Altenberger Madonna (um 1530)

Nun, Brüder, sind wir frohgemut ist ein deutsches Marienlied. Es wurde 1935 von Georg Thurmair gedichtet und 1936 von Adolf Lohmann vertont. Weil es zuerst in den Jugendwallfahrten zum Altenberger Dom gesungen wurde, wird es auch als Altenberger Wallfahrtslied bezeichnet.

## Entstehung des Liedes
Das von Carl Mosterts, dem Generalpräses des Verbandes der katholischen Jugend- und Jungmännervereine Deutschlands, 1922 als Begegnungsstätte gegründete Haus Altenberg neben dem Altenberger Dom im Bergischen Land in der Nähe von Köln wurde unter seinem Nachfolger Prälat Ludwig Wolker 1926 zum Zentrum der katholischen Jugendbewegung in Deutschland.
Ab 1934 mussten die katholischen Jugendverbände zunehmend Beschränkungen ihrer äußeren Tätigkeit durch das Nazi-Regime hinnehmen. Ab dem 23. Juli 1935 war ihnen durch Polizeiverordnung, zunächst in Preußen, dann im gesamten Deutschen Reich praktisch jede Betätigung außer der rein religiösen verboten. Es erwies sich als notwendig, neue und mehr nach innen gerichtete organisatorische Formen der Jugendarbeit zu finden. Überall in Deutschland wurden jetzt häufiger religiöse Feierstunden, Kundgebungen und Wallfahrten mit großer Beteiligung veranstaltet. Dabei war auch der Altenberger Dom mit der in seinem Zentrum hängenden doppelseitig geschnitzten „Altenberger Madonna“ von 1530 Ziel nächtlicher Lichterprozessionen. Diese Tradition wurde nach dem Zweiten Weltkrieg wieder aufgenommen und lebt heute in Gestalt des Altenberger Lichtes fort.
Ludwig Wolker, der sich selbst als „Rufer von Altenberg“ und sein Werk als „Pastorale Altenbergense“ (Altenberger Seelsorge) bezeichnete, erklärte die Madonna von Altenberg zur „Königin des Bundes“ und regte die Herausgabe des Gesangbuches „Kirchenlied. Eine Auslese geistlicher Lieder“ und „Kirchengebet für den Gemeinschaftsgottesdienst“ an, die beide für die Entwicklung einer erneuerten Liturgie in Deutschland wichtig wurden. Es entstanden neue Kirchenlieder, zahlreiche davon gedichtet vom Sekretär des Katholischen Jungmännerverbandes, Georg Thurmair, und vertont von Adolf Lohmann, so auch 1935 „Nun, Brüder, sind wir frohgemut“. Zwischen 1933 und 1938 versammelten sich Tausende von Jugendlichen bei den Wallfahrten und Prozessionen um den Altenberger Dom und lernten dabei neue und alte Kirchenlieder. Das „Altenberger Wallfahrtslied“ wurde hier zum ersten Mal gesungen.

## Zeitgenössisches Verständnis
In dem Lied kam der Protest der Katholischen Jugend gegen das Regime, das den Jugendverbänden das Auftreten in der Öffentlichkeit verboten hatte, auf subtile, verschlüsselte Art zum Ausdruck. Metaphern wie Schweigen oder still oder der Gegensatz zwischen dem dunklen Bann draußen und deine[r] Helle innen bringen zum Ausdruck, dass Gottesverehrung nicht verboten werden konnte und das Bekenntnis auch auf andere Art möglich war als durch öffentliche Aufmärsche. „Es mag in den Ohren der Nazis wie eine Provokation geklungen haben, wenn Jugendliche Jesus und seiner Mutter ein Loblied sangen und so ihren Protest gegenüber dem Nazi-Regime ausdrückten. Statt die Hände zum deutschen Gruß zu erheben, sangen sie Nun breite deine Hände aus, dann wird kein Feind uns schaden.“ (Str. 1).
Ein Schlüssel zu dieser Deutung ist ein Gedicht mit derselben Metaphorik, das Georg Thurmair unter dem Pseudonym „Thomas Klausner“ 1934 in der Zeitschrift Die Wacht veröffentlicht hatte. Angesichts des Verbotes äußerer Betätigung wurden – so einige Textpassagen – Gesichter zu Fahnen von stummen Boten: Rollt eure Fahnen um den Schaft und geht wie stumme Boten oder Wir ziehen in die Stille und Nun sind Gesichter unsere Fahnen und Leiber unser Schaft.
In dem Lied „Nun, Brüder, sind wir frohgemut“ heißt es entsprechend – angesprochen ist jeweils Maria –: Es lobt das Licht und das Gestein gar herrlich dich mit Schweigen (Strophe 2) und Wir zünden froh die Kerzen an, dass sie sich still verbrennen (Strophe 3). Die Hell-dunkel-Metaphorik findet sich in den Zeilen Wir aber kommen aus der Zeit ganz arm in deine Helle (Strophe 2), und lösen diesen dunklen Bann, dass wir dein Bild erkennen (Strophe 3) und Lass deine Lichter hell und gut an allen Straßen brennen! (Strophe 4).
Georg Thurmair geht am Schluss des Liedes sehr weit in seiner subtilen Kritik des „Führerkultes“, wenn er dichtet:

Und führe uns in aller Zeit mit deinen guten Händen,

um Gottes große Herrlichkeit in Demut zu vollenden.
Anklänge sind auch in dem bekannten Kirchenlied „Wir sind nur Gast auf Erden“ zu finden, das 1935 ebenfalls von Georg Thurmair gedichtet und von Adolf Lohmann vertont wurde, wo es etwa heißt: In diesen grauen Gassen will niemand bei uns sein (Strophe 2) oder Und sind wir einmal müde, dann stell ein Licht uns aus (Strophe 5).
In den Texten Thurmairs fand sich – wie in der zeitgenössischen bündischen katholischen Jugend – eine „‚heroische‘, ‚männlich-kriegerische‘ Verhaltensorientierung, die viele Überschneidungen mit den ‚soldatischen Tugenden‘ des Nationalsozialismus hatte“ (Arno Klönne). Ein gewisses Widerstandspotential ist den Liedern nicht abzusprechen: „Das Anders-Sein, das Katholisch-Sein in einem totalitären Staat, in dem der einzelne nur etwas gelten darf, wenn er im Volksganzen aufgeht, ist ein Widerstehen“; in einem solchen Staat überhaupt eine kirchliche „Gegenwelt“ aufzurichten und sich dadurch dem totalitären Anspruch zu entziehen, trägt widerständische Züge. Kritiker wenden ein, dass die Texte den Zusammenhalt der christlichen Eigengruppe und eine „innere Emigration“ gegenüber dem Regime förderten, ohne aktiven Widerstand zu leisten oder aktiv anderen Verfolgten im Lande zu Hilfe zu kommen.

## Veröffentlichung und Rezeption
Die Erstveröffentlichung des Liedes erfolgte 1935 in der Jugendzeitschrift „Die Wacht“, in deren Schriftleitung Georg Thurmair mitarbeitete. Große Verbreitung bekam es durch die Aufnahme in das von Josef Diewald, Adolf Lohmann und Georg Thurmair 1938 im Verlag Jugendhaus Düsseldorf veröffentlichte Liederbuch „Kirchenlied“ mit dem Untertitel „Eine Auslese geistlicher Lieder für die Jugend“, einer Sammlung von 140 alten und neuen Kirchenliedern aus verschiedenen Epochen. Thurmair veröffentlichte das Lied ein weiteres Mal 1938 in einer Gedichtsammlung Die ersten Gedichte an die Freunde, die kurze Zeit nach Drucklegung vom NS-Regime verboten wurde.
Neben der Melodie verfasste Adolf Lohmann noch einen fünfstimmigen Chorsatz zu dem Lied. Er erschien 1936 unter dem Titel Altenberger Wallfahrtslied in der Zweiten Mappe der Tonsätze zum Singeschiff (Verlag Jugendhaus Düsseldorf).
Das Lied wurde nicht in das 1975 erschienene gemeinsame Gebetbuch der deutschsprachigen Diözesen Gotteslob aufgenommen, fand sich aber in 16 Diözesan-Anhängen zum Gotteslob – allerdings nicht im Diözesananhang für das Erzbistum Köln, zu dem Altenberg gehört. Auch im Stammteil der 2013 erschienenen Neuausgabe von Gotteslob ist es nicht enthalten. Der Ursprung in den Prozessionen zum Altenberger Dom ist unschwer aus der ersten Strophe zu erkennen: „Wir grüßen dich in deinem Haus, du Mutter aller Gnaden.“
In der Tradition des Liedes steht eine 1977 entstandene Neudichtung „Nun, Freunde, fangt zu singen an“ des Rektors von Haus Altenberg, Winfried Pilz, die nach der Melodie Adolf Lohmanns heute ebenfalls gesungen wird.